# Gröpelinger Heerstraße

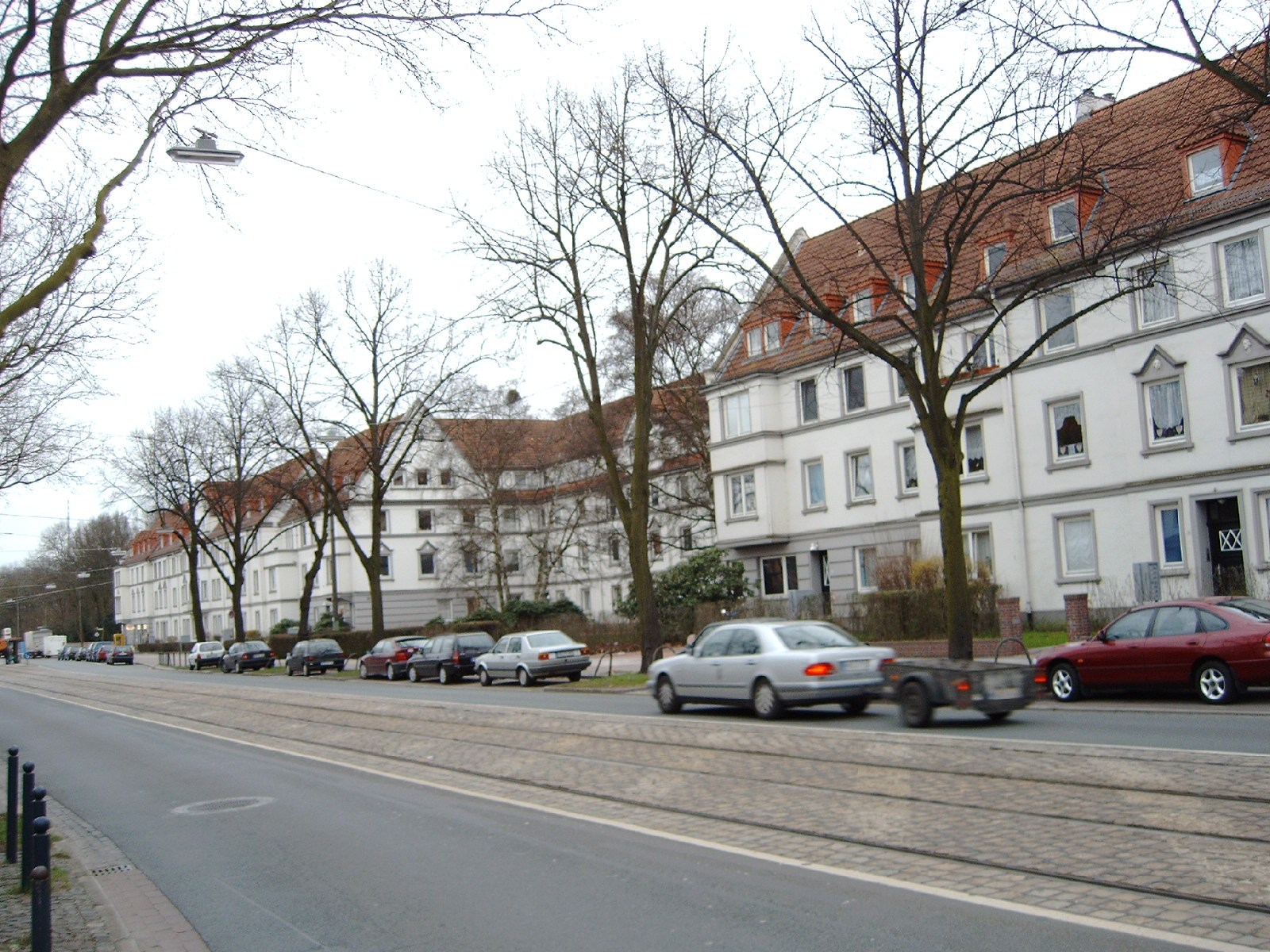
Nr. 60 bis 94

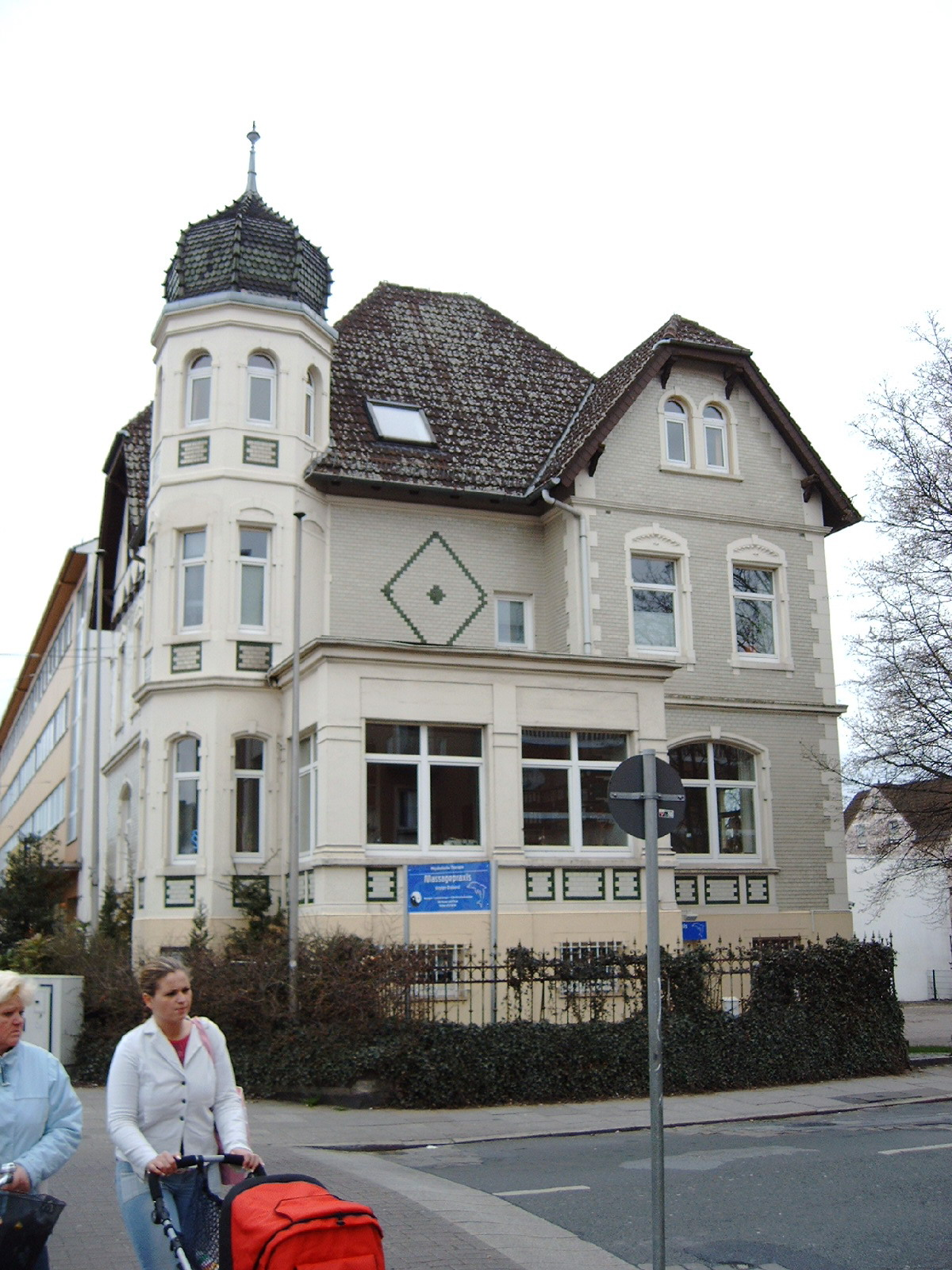
Nr. 167

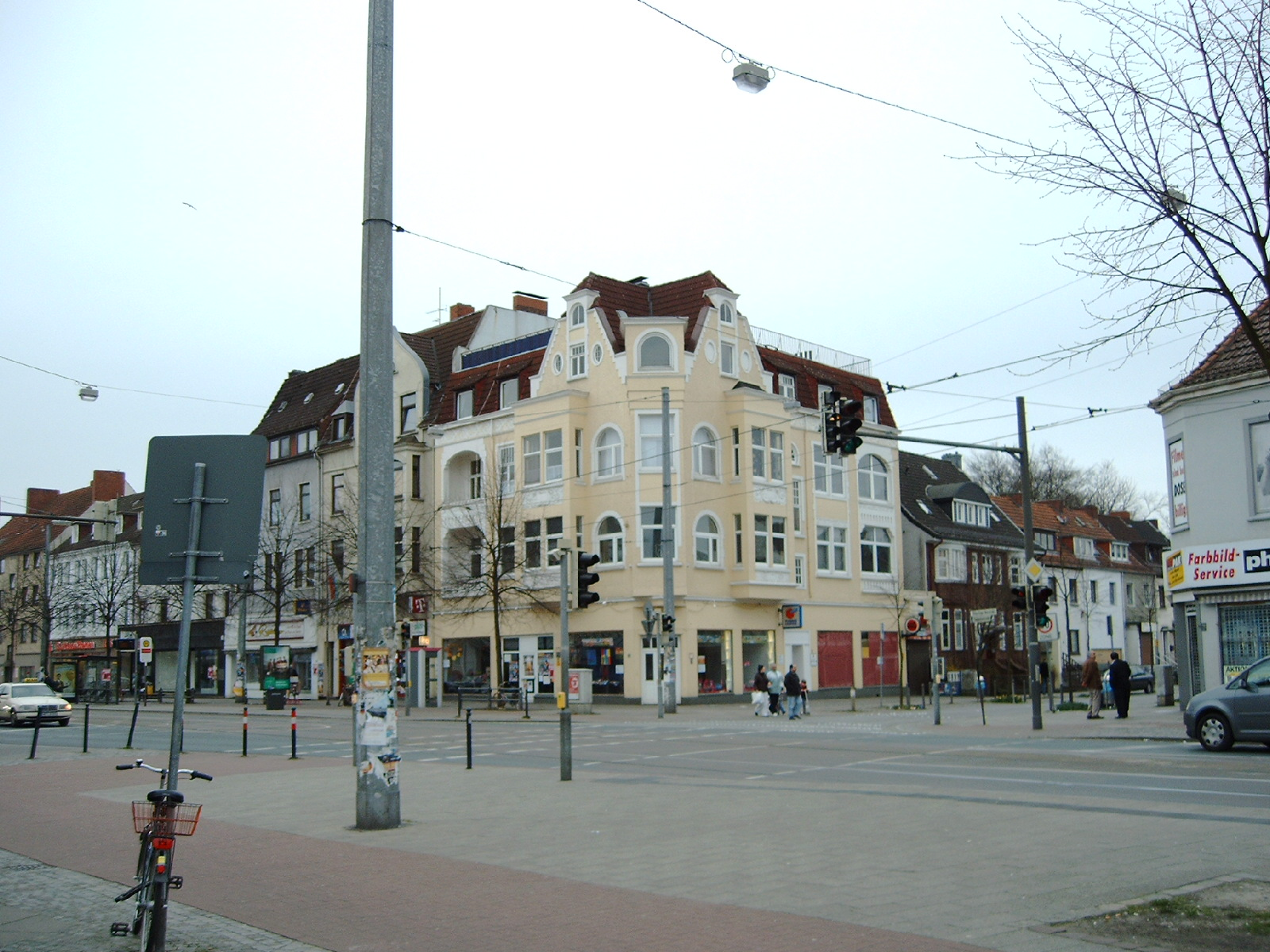
Nr. 196/198: Ecke Lindenhofstraße

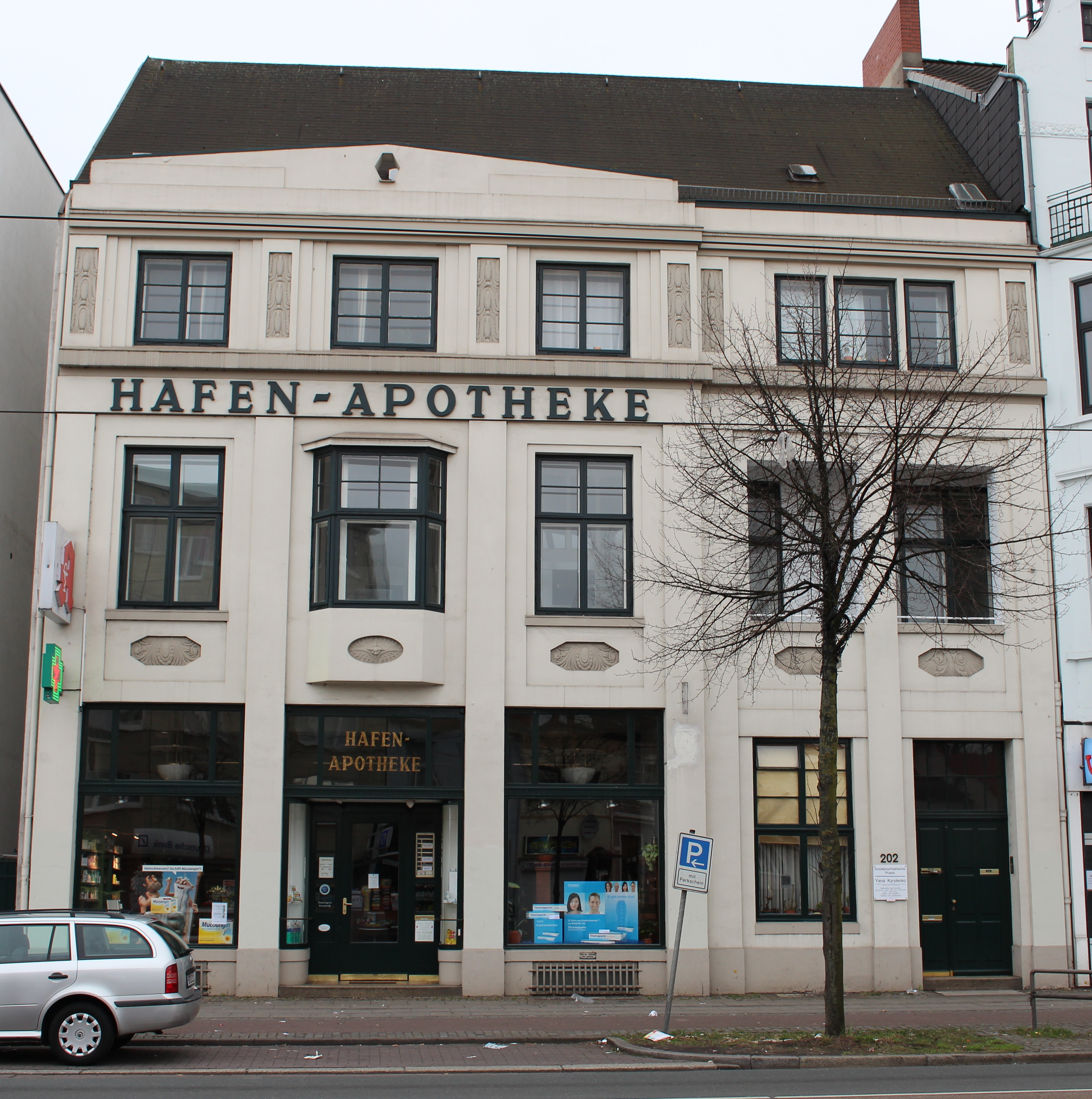
Nr. 202: Hafenapotheke

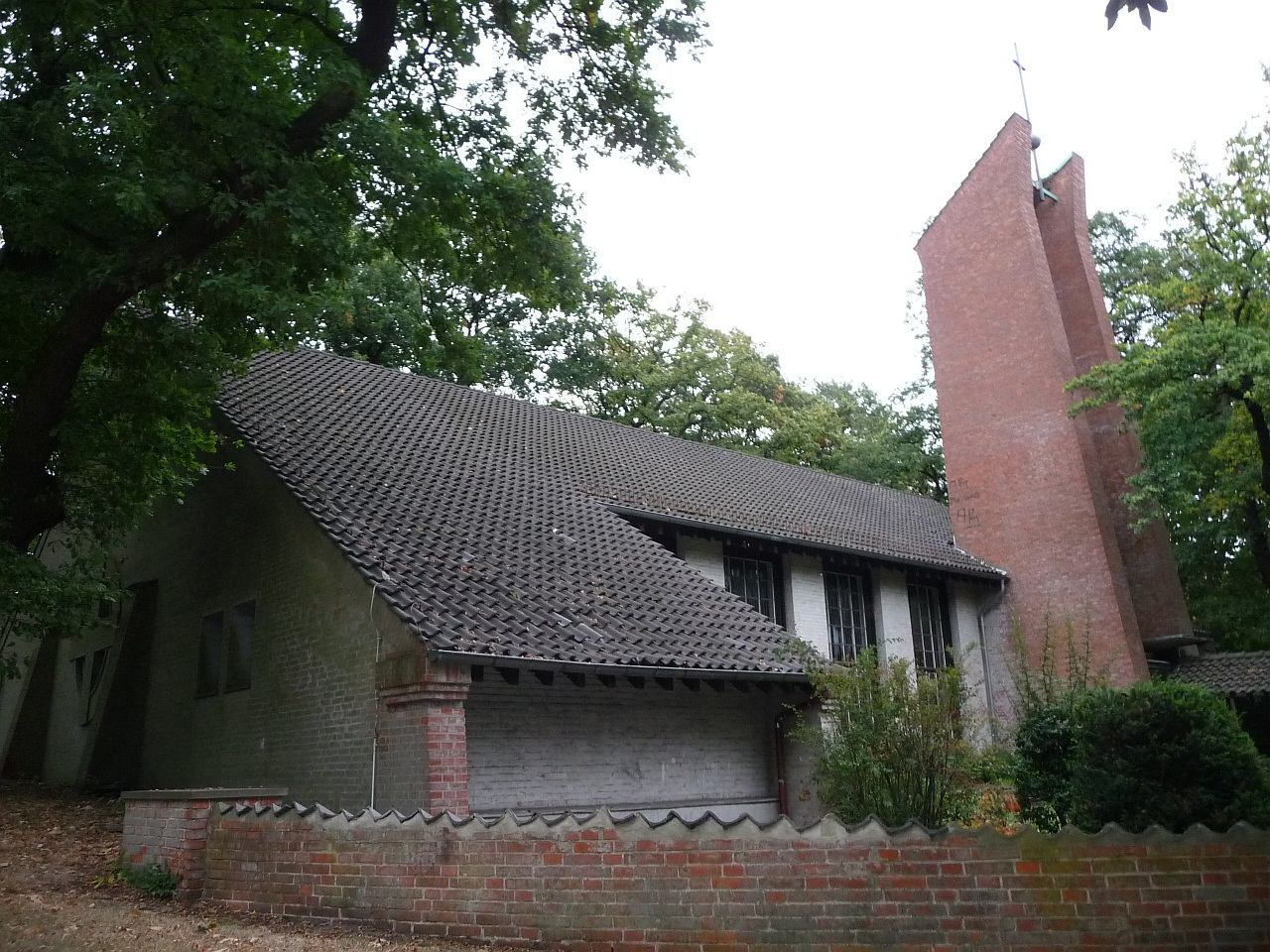
Nr. 406: Emmaus-Kirche

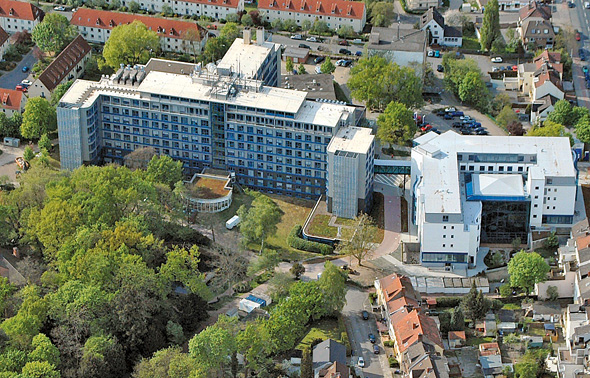
Nr. 402/406: Krankenhaus Diako

Die Gröpelinger Heerstraße ist eine historische Straße in Nord-Süd-Richtung in Bremen im Stadtteil Gröpelingen, beschränkt auf den Ortsteil Gröpelingen. Sie führt von Walle und der Waller Heerstraße (Stadtteilgrenze nordwestlich der Straße Alter Winterweg) stadtauswärts bis zur Oslebshauser Heerstraße (Ortsteilgrenze zu Oslebshausen in Höhe Diako Bremen).
Die Gröpelinger Heerstraße gliedert sich in die großen Teilbereiche:
- Südlicher Teil von der Waller Heerstraße bis zum Schwarzen Weg
- Nördlicher Teil bis zur Oslebshauser Heerstraße.

Die Querstraßen wurden u. a. benannt als Lübbenstraße zur Erinnerung an den Ziegeleibesitzer Lübben, In den Barken als Flurbezeichnung (Barken = Birken), Bersestraße nach dem Richter im Blockland Richard Berse, Havemannstraße zur Erinnerung an die Familie, welche viele Elterleute gestellt hatte, Morgenlandstraße nach einer Flurbezeichnung (Morgen = Flächenmaß), Schwarzer Weg, der 1849 einen schwarzen Schlacke - Belag erhielt, Beim Ohlenhof für den Ohle Hoff als Stammsitz der Herren und Ministerialen von Gröpelingen, Adelenstraße nach dem Adelenstift von 1890 und Adele Schrage (Frau des Gründers) sowie Wischhusenstraße zur Erinnerung an das Wischhus bzw. Wyschhusen = Wiesenhaus, welches bereits 1319 erstmals erwähnt wurde; ansonsten siehe beim Link zu den Straßen.
Die Gröpelinger Heerstraße ist in Bremen die Straße mit der zehnthöchsten Hausnummer (Nr. 413).

## Geschichte

### Name
Der Name Gröpelingen stammt von den Silben gropen oder grüppe für Graben und linga für die Leute von. In Bremen und Umzu  wurden viele Heerstraßen nach 1800 gebaut oder Chausseen als Heerstraßen benannt (siehe Bremer Straßen).

### Entwicklung
1218 wurde Gröpelingen im Goh Werderland erstmals urkundlich erwähnt. Das Land gehört den Rittern von Gröpelingen. Beim Ohlenhof (Ohle Hoff) befand sich der Stammsitz der Herren und Ministerialen von Gröpelingen, die auch Richter von Gröpelingen waren. 1834 wurde deren Gutshaus von Hermann Köhler gekauft und er betrieb dort Obst- und Gemüsebau. Das Gelände wurde 1860 durch die Eisenbahnlinie durchtrennt. Im 15. Jahrhundert kam Gröpelingen mit dem Aussterben der Gröpelinger Ritter unter die Herrschaft des Bremer Rates und wurde 1891/1902 nach Bremen eingemeindet.
Eine Wegeverbindung von dem Dorf Gröpelingen zum Dorf Oslebshausen bestand bereits im Mittelalter. In der Bremer Franzosenzeit wurde der Weg zu einer Militärstraße für die Truppenbewegungen der napoleonischen Grande Armée in der Nord-Süd-Richtung ausgebaut. 1812 hatte Gröpelingen 342 Einwohner. Der vollständige Ausbau der Chaussee, später dann Gröpelinger Heerstraße, bis nach Oslebshausen erfolgte 1820/21. An der Straße bauten neben den Bauernhöfen die Bremer Bürger u. a. ihre Sommersitze; zudem entstanden Ausflugslokale.
Zwischen 1885 und 1914 fand der Bau der Häfen und die Ansiedlung von Industriebetrieben statt und Gröpelingen wandelte sich grundlegend. An der Straße entstand eine dichtere Bebauung mit Miethäusern für die Arbeiter. Nach dem Ersten Weltkrieg wurden weitere Bauten des Sozialen Wohnungsbaus errichtet. Die Arbeitervorstadt „Rotes Gröpelingen“ war Hochburg der SPD und KPD. 1926 wurde der Straßenbahnbetriebshof gebaut.
Bei den Novemberpogromen 1938 überfielen SA-Männer das Jüdische Altersheim Rosenak-Haus an der Gröpelinger Heerstraße/Ecke Morgenlandstraße, das 1942 geräumt und die Bewohner deportiert wurden. Im Zweiten Weltkrieg wurden 1944 bei Luftangriffen auf Bremen in Gröpelingen sehr viele Gebäude zerstört.
In den 1950er bis 1970er Jahren erfolgte ein zügiger Wiederaufbau des Stadtteils. 1999 zog die Stadtbibliothek Bremen mit der Stadtbibliothek West in ein neues Gebäude in der nahen Lindenhofstraße.

### Verkehr
Die alte Militärstraße war seit 1932 die Reichsstraße 6 (R 6) und dann Bundesstraße 6, bis diese 1981 durch den Ausbau der Autobahn A 27 ersetzt wurde.
Von 1901 bis 1903 entstand eine Bremer Straßenbahnstrecke von der Stadtmitte in der Gröpelinger Heerstraße bis nach Oslebshausen. Seit 1908 fährt diese Bahn als Linie 2, die 1926 nach dem Bau des Depots hier ihre Endstation fand. Um 1939 bestand auch eine Linie 8, die von Gröpelingen nach Burg fuhr. Diese Linie wurde 1949 zunächst als Oberleitungsbus und ab 1961 als Buslinie betrieben, wobei sich dann die Liniennummer änderte.
Im Nahverkehr in Bremen verkehren auf der Gröpelinger Heerstraße die Straßenbahnlinien 2 (Gröpelingen – Walle – Domsheide – Sebaldsbrück) und 10 (Gröpelingen – Walle – Hauptbahnhof – Sebaldsbrück) sowie die Buslinien 81 (nach Industriehäfen), 82 (Ringverkehr Gröpelingen), 90 (nach Bremen-Nord und Neuenkirchen), 91 (nach Rönnebeck), 92 (nach Farge), 93 (nach Marßel) und 94 (nach Schwanewede).
Die Regionalbusse 660 und 680 fahren durch diese Straße nach Hagen im Bremischen bzw. nach Vollersode.

## Gebäude und Anlagen
An der Straße befinden sich zwei-, drei- und vier sowie auch fünfgeschossige und wenige eingeschossige Gebäude, die zumeist Wohnhäuser sind und in den zentralen Bereichen (um die Lindenhofstraße) Geschäftshäuser.
Baudenkmale:
- Nr. 202: 3-gesch. Wohn- und Geschäftshaus mit der Hafenapotheke von 1907 nach Plänen von Wilhelm Blanke als bemerkenswerten Bau der Jahrhundertwende
- In der Nähe: Danziger Straße Nr. 20: St.-Andreas-Kirche von 1949 nach Plänen von Otto Bartning
- Nr. 167: 2-gesch. Villa Lamcken von 1904, 1925 jüdisches Altersheim, 1942 Polizeirevier, 1946 Wohnhaus, 1964 Polizeirevier und seit 1996 Wohn- und Geschäftshaus

Weitere erwähnenswerte Gebäude und Anlagen
- Nr. 2 bis 58: Waller Friedhof und Waller Park
- Nr. 15: 2-gesch. Gebäude der Bremer Werkstätten für kunsthandwerkliche Silberarbeiten (BWKS), 1920 gegründet von Wilhelm Schulze
- Nr. 60 bis 94: 3.gesch. große Wohnanlage
- Nr. 87: 3-gesch. Hotel
- Nr. 149: 3-gesch. saniertes Wohnhaus der Fam. Bohne von 1905
- Nr. 167: 2-gesch. Haus mit Türmchen: s. o.
- Nr. 188: 3-gesch. Bankhaus mit der Sparkasse Bremen, Filiale Gröpelingen
- Nr. 195/197: Seit 1925 Standort des 2-gesch. Roland-Theaters, ab 1934 Alhambra, ein Kino mit 222 Plätzen (Nicht erhalten).
- Nr. 196/198: 3-gesch. Wohn- und Geschäftshäuser aus der 1900-Jahrhundertwende
- Nr. 199: 5-gesch. Gebäude mit der Filiale der Deutschen Bank
- In der Nähe: Nachbarschaftshaus Helene Kaisen, Beim Ohlenhof 10
- Nr. 200: 4-gesch. Wohn- und Geschäftshaus der 1990er Jahre
- Nr. 226: 2-gesch. Gebäude der Bremer Volkshochschule - West
- Nr. 234: 4-gesch. Wohn- und Geschäftshaus aus den 1920er Jahren
- Nr. 248: 2-gesch. Dienstleistungszentrum Bremen-West der Arbeiterwohlfahrt (AWO)
- Nr. 262: Städtischer Friedhof Gröpelingen von 1902 mit nur 1 ha Fläche; ältere Grabmäler von 1895 bis 1905
- Nr. 302ff: 2-gesch. Betriebsgebäude (auch BSAG Fundbüro) und der 1-gesch. Straßenbahnbetriebshof Gröpelingen von 1926 nach Plänen von Rudolf Jacobs; Umbau 1992
- Nr. 402/406: 4–7-gesch. Klinikbauten
  - Diako Bremen mit 401 Betten und rund 900 Mitarbeitern
  - Evangelische Emmaus-Kirche des Diakonissenkrankenhauses von 1961 nach Plänen von Eberhard Gildemeister.
  - Krankenpflegeschule der Evangelischen Diakonissenanstalt

Denkmale, Gedenktafeln
- Eine Gedenktafel an der Gröpelinger Heer-/Ecke Morgenlandstraße erinnert an das Novemberpogromen 1938, bei dem die Bewohner und Bewohnerinnen des Jüdischen Altenwohnheims Rosenak-Haus ausgeraubt und auf die Straße getrieben wurden - bis auf 2 Personen wurden alle Opfer des Holocaust.[3]
- Lindenhofstraße/Grüne Dockstraße: Zur Schicht eine Plastik in Bronze von 1983 vom Bildhauer Waldemar Otto

Stolpersteine für die Opfer des Nationalsozialismus:
- Nr. 92/94: für Johann Kühn. Funktionär der SPD
- Nr. 370: für Erna Platzer[4], Fanny Platzer[5] und Markus Platzer[6]